# Верх-Потка
Верх-Потка — деревня в Большесосновском районе Пермского края. Входит в состав Тойкинского сельского поселения.

## Географическое положение
Расположена на реке Потка, правом притоке реки Чёрная, примерно в 6 км к западу от административного центра поселения, села Тойкино.

## Население
| 2010 |
| ---- |
| 232  |

## Улицы[2]
- Дружбы ул.
- Заречная ул.
- Зелёная ул.
- Молодёжная ул.
- Новый поселок ул.
- Полевая ул.
- Пролетарская ул.
- Школьная ул.

## Топографические карты
- Лист карты O-40-85 Петропавловск. Масштаб: 1 : 100 000. Состояние местности на 1983 год. Издание 1984 г.